# Hirvasjärvi (Gällivare socken, Lappland)
Hirvasjärvi är en sjö i Gällivare kommun i Lappland och ingår i Råneälvens huvudavrinningsområde. Sjön har en area på 0,0947 kvadratkilometer och ligger 373,4 meter över havet.

## Delavrinningsområde
Hirvasjärvi ingår i det delavrinningsområde (742297-172473) som SMHI kallar för Ovan Saimujoki. Medelhöjden är 369 meter över havet och ytan är 52,61 kvadratkilometer. Räknas de 4 avrinningsområdena uppströms in blir den ackumulerade arean 166,26 kvadratkilometer. Venetjoki som avvattnar avrinningsområdet har biflödesordning 2, vilket innebär att vattnet flödar genom totalt 2 vattendrag innan det når havet efter 169 kilometer. Avrinningsområdet består mestadels av skog (61 procent) och sankmarker (35 procent). Avrinningsområdet har 1,67 kvadratkilometer vattenytor vilket ger det en sjöprocent på 3,2 procent.